# Euthiconus conicicollis
Euthiconus conicicollis är en skalbaggsart som först beskrevs av Leon Fairmaire och Joseph Alexandre Laboulbène 1855.  Euthiconus conicicollis ingår i släktet Euthiconus, och familjen glattbaggar. Enligt den svenska rödlistan är arten sårbar i Sverige. Arten förekommer i Götaland och Öland. Artens livsmiljö är skogslandskap, jordbrukslandskap, stadsmiljö.